# Saison 2010 de la Currie Cup Premier Division
Navigation
Currie Cup 2009 Currie Cup 2011
La saison 2010 de la Currie Cup Premier Division voit s'affronter les huit meilleures provinces d'Afrique du Sud du 9 juillet à une finale disputée le 30 octobre 2010. La compétition est en deux phases. Lors de la première phase de la compétition, les équipes s'affrontent en matchs aller-retour. Les quatre premières sont qualifiées pour les demi-finales. L'équipe classée première affronte celle classée quatrième, et l'équipe classée seconde affronte celle classée troisième. Les deux dernières équipes de la phase régulière affrontent les deux meilleures équipes de la First Division en match de barrage aller-retour pour garder leur place en Premier Division.
Les Natal Sharks remportent la compétition après avoir disposé de la Western Province sur le score de 30 à 10 lors de la finale disputée à Durban. Le demi d'ouverture des Sharks, Patrick Lambie, a marqué 25 des 30 points de son équipe, avec deux essais, trois transformations et trois pénalités. Les matchs de promotion-relégation tournent à l'avantage des clubs de la première division : les Pumas et les Leopards conservent leur place dans l'élite pour l'édition 2011.

## Équipes participantes
La compétition oppose pour la saison 2010 les huit meilleures provinces sud-africaines de rugby à XV :
| - Blue Bulls - Free State Cheetahs - Golden Lions - Griqualand West Griquas | - Leopards - Natal Sharks - Pumas (promu) - Western Province |

## Résumé des résultats

### Classement de la phase régulière
| Rang | Province            | J  | V  | N | D  | Bo | Bd | Pm  | Pe  | Diff | Pts |
| ---- | ------------------- | -- | -- | - | -- | -- | -- | --- | --- | ---- | --- |
| 1    | Natal Sharks        | 14 | 10 | 0 | 4  | 9  | 3  | 492 | 300 | +192 | 52  |
| 2    | Western Province    | 14 | 10 | 0 | 4  | 6  | 2  | 520 | 280 | +240 | 48  |
| 3    | Free State Cheetahs | 14 | 10 | 0 | 4  | 6  | 1  | 488 | 323 | +165 | 47  |
| 4    | Blue Bulls (T)      | 14 | 9  | 0 | 5  | 6  | 5  | 437 | 374 | +63  | 47  |
| 5    | Golden Lions        | 14 | 7  | 0 | 7  | 7  | 4  | 401 | 407 | -6   | 39  |
| 6    | Griquas             | 14 | 6  | 0 | 8  | 10 | 3  | 477 | 496 | -19  | 37  |
| 7    | Pumas (P)           | 14 | 4  | 0 | 10 | 6  | 1  | 329 | 573 | -244 | 23  |
| 8    | Leopards            | 14 | 0  | 0 | 14 | 2  | 3  | 263 | 654 | -391 | 5   |

|  | Qualifiés pour la phase finale (no 1, no 2, no 3, no 4).                                                      |
|  | Disputent les matchs de barrage pour la promotion-relégation en First Division de la Currie Cup (no 7, no 8). |
|  | T : Tenant du titre 2009 • P : Promu 2009                                                                     |

Attribution des points : victoire sur tapis vert : 5, victoire : 4, match nul : 2, défaite : 0, forfait : -2 ; plus les bonus (offensif : 4 essais marqués ; défensif : défaite par 7 points d'écart maximum).
Règles de classement : ?

### Phase finale
|  | Demi-finales                                | Demi-finales                             |                  |    | Finale                                   | Finale                                   |
|  | Demi-finales                                | Demi-finales                             |                  |    | Finale                                   | Finale                                   |
|  |                                             |                                          |                  |    |                                          |                                          |
|  | 16 octobre 2010 à l'ABSA Stadium, Durban    | 16 octobre 2010 à l'ABSA Stadium, Durban |                  |    | 30 octobre 2010 à l'ABSA Stadium, Durban | 30 octobre 2010 à l'ABSA Stadium, Durban |
|  | 16 octobre 2010 à l'ABSA Stadium, Durban    | 16 octobre 2010 à l'ABSA Stadium, Durban |                  |    | 30 octobre 2010 à l'ABSA Stadium, Durban | 30 octobre 2010 à l'ABSA Stadium, Durban |
|  | [1] Natal Sharks                            | 16                                       |                  |    | 30 octobre 2010 à l'ABSA Stadium, Durban | 30 octobre 2010 à l'ABSA Stadium, Durban |
|  | [1] Natal Sharks                            | 16                                       |                  |    | 30 octobre 2010 à l'ABSA Stadium, Durban | 30 octobre 2010 à l'ABSA Stadium, Durban |
|  | [4] Blue Bulls                              | 12                                       |                  |    | 30 octobre 2010 à l'ABSA Stadium, Durban | 30 octobre 2010 à l'ABSA Stadium, Durban |
|  | [4] Blue Bulls                              | 12                                       | [1] Natal Sharks | 30 |                                          |                                          |
|  | 16 octobre 2010 au Newlands Stadium, Le Cap |                                          | [1] Natal Sharks | 30 |                                          |                                          |
|  |                                             | [2] Western Province                     | 10               |    |                                          |                                          |
|  | [2] Western Province                        | [2] Western Province                     | 10               | 31 |                                          |                                          |
|  | [2] Western Province                        |                                          |                  | 31 |                                          |                                          |
|  | [3] Free State Cheetahs                     | 7                                        |                  |    |                                          |                                          |
|  | [3] Free State Cheetahs                     | 7                                        |                  |    |                                          |                                          |

## Résultats détaillés

### Résultats des matchs de la phase régulière

#### Tableau synthétique des résultats
L'équipe qui reçoit est indiquée dans la colonne de gauche.
| Province            | BLU   | FSC   | GRI   | LEO   | LIO   | NAT   | PUM   | WES   |
| ------------------- | ----- | ----- | ----- | ----- | ----- | ----- | ----- | ----- |
| Blue Bulls          |       | 23-25 | 39-38 | 43-38 | 24-21 | 40-34 | 38-12 | 36-32 |
| Free State Cheetahs | 20-14 |       | 33-26 | 57-0  | 43-37 | 13-25 | 59-24 | 11-25 |
| Griquas             | 36-48 | 28-33 |       | 29-20 | 26-20 | 40-34 | 58-25 | 3-50  |
| Leopards            | 26-39 | 7-78  | 27-41 |       | 13-43 | 6-51  | 26-27 | 23-42 |
| Golden Lions        | 18-32 | 30-26 | 40-29 | 45-22 |       | 22-20 | 27-34 | 46-28 |
| Natal Sharks        | 34-28 | 30-16 | 48-30 | 63-6  | 48-19 |       | 27-17 | 27-16 |
| Pumas               | 22-21 | 30-45 | 31-61 | 37-32 | 30-33 | 14-30 |       | 10-62 |
| Western Province    | 15-12 | 24-29 | 48-32 | 59-17 | 32-0  | 33-21 | 54-13 |       |

|  | Victoire à domicile |  | Match nul |  | Défaite à domicile |

#### Détail des résultats
Les points marqués par chaque équipe sont inscrits dans les colonnes centrales (3-4) alors que les essais marqués sont donnés dans les colonnes latérales (1-6). Les points de bonus sont symbolisés par une bordure bleue pour les bonus offensifs (quatre essais ou plus marqués), orange pour les bonus défensifs (défaite avec au plus sept points d'écart), rouge si les deux bonus sont cumulés. 

### Demi-finales
| 16 octobre 2010 15:10 UTC+2 | Natal Sharks                                                                                  | 16 – 12 (10 – 6) | Blue Bulls                                 | ABSA Stadium, Durban Arbitre : Marius Jonker |
| 16 octobre 2010 15:10 UTC+2 | Essai(s) : Daniel (2e) Transformation(s) : Lambie (3e) Pénalité(s) : Lambie 3 (30e, 43e, 54e) |                  | Pénalité(s) : Steyn 4 (20e, 35e, 49e, 62e) | ABSA Stadium, Durban Arbitre : Marius Jonker |
| 16 octobre 2010 15:10 UTC+2 |                                                                                               |                  |                                            | ABSA Stadium, Durban Arbitre : Marius Jonker |

| 16 octobre 2010 17:15 UTC+2 | Western Province | 31 – 7 (13 – 0) | Free State Cheetahs                                        | Newlands Stadium, Le Cap 47 876 spectateurs Arbitre : Mark Lawrence |
| 16 octobre 2010 17:15 UTC+2 | Essai(s) : Habana (21e), Louw (48e), Aplon (68e) Transformation(s) : de Waal 2 (22e, 69e) Pénalité(s) : de Waal 4 (35e, 40e, 43e, 56e) |                 | Essai(s) : Snyman (75e) Transformation(s) : Ebersohn (76e) | Newlands Stadium, Le Cap 47 876 spectateurs Arbitre : Mark Lawrence |
| 16 octobre 2010 17:15 UTC+2 | |                 |                                                            | Newlands Stadium, Le Cap 47 876 spectateurs Arbitre : Mark Lawrence |

### Finale
| 30 octobre 2010 17h30 UTC+2 | Natal Sharks | 30 – 10 (23 – 10) | Western Province                                                                     | ABSA Stadium, Durban 52 000 spectateurs Arbitre : Craig Joubert |
| 30 octobre 2010 17h30 UTC+2 | Essai(s) : McLeod (7e), Lambie 2 (13e, 78e) Transformation(s) : Lambie 3 (8e, 14e, 79e) Pénalité(s) : Lambie 3 (4e, 17e, 26e) |                   | Essai(s) : Burger (36e) Transformation(s) : de Waal (37e) Pénalité(s) : de Waal (2e) | ABSA Stadium, Durban 52 000 spectateurs Arbitre : Craig Joubert |
| 30 octobre 2010 17h30 UTC+2 | |                   |                                                                                      | ABSA Stadium, Durban 52 000 spectateurs Arbitre : Craig Joubert |

## Promotion-relégation
Les Pumas et les Leopards conservent leur place dans l'élite en disposant respectivement des Eastern Province Kings et des Eagles lors des matchs de barrage aller-retour.
| le 22 octobre 2011 | Pumas | 36 – 36 (12 – 20) | Eastern Province Kings | Puma Stadium, Witbank 1 000 spectateurs Arbitre : Marius Jonker |
| le 22 octobre 2011 |       |                   |                        | Puma Stadium, Witbank 1 000 spectateurs Arbitre : Marius Jonker |
| le 22 octobre 2011 |       |                   |                        | Puma Stadium, Witbank 1 000 spectateurs Arbitre : Marius Jonker |

| le 23 octobre 2011 | Leopards | 37 – 22 (23 – 5) | Eagles | Profert Olen Park, Potchefstroom 1 000 spectateurs Arbitre : Craig Joubert |
| le 23 octobre 2011 |          |                  |        | Profert Olen Park, Potchefstroom 1 000 spectateurs Arbitre : Craig Joubert |
| le 23 octobre 2011 |          |                  |        | Profert Olen Park, Potchefstroom 1 000 spectateurs Arbitre : Craig Joubert |

| le 29 octobre 2011 | Eastern Province Kings | 28 – 46 (22 – 15) | Pumas | Nelson Mandela Bay Stadium 45 000 spectateurs Arbitre : Jonathan Kaplan |
| le 29 octobre 2011 |                        |                   |       | Nelson Mandela Bay Stadium 45 000 spectateurs Arbitre : Jonathan Kaplan |
| le 29 octobre 2011 |                        |                   |       | Nelson Mandela Bay Stadium 45 000 spectateurs Arbitre : Jonathan Kaplan |

| le 29 octobre 2011 | Eagles | 32 – 28 (20 – 13) | Leopards | Outeniqua Park, George 15 000 spectateurs Arbitre : Jaco Peyper |
| le 29 octobre 2011 |        |                   |          | Outeniqua Park, George 15 000 spectateurs Arbitre : Jaco Peyper |
| le 29 octobre 2011 |        |                   |          | Outeniqua Park, George 15 000 spectateurs Arbitre : Jaco Peyper |